# Message (album của Mongol800)
Message là album thứ hai của nhóm nhạc Nhật Bản Mongol800, phát hành năm 2001. Album này đã bán được hơn 2 triệu bản.

## Danh sách bài hát
1. Anata ni (あなたに / To You)
2. Song for You
3. Chiisana Koi no Uta (小さな恋のうた / A Small Love Song)
4. Melody
5. Tsuki Akari no Shita de (月灯りの下で / Under the Moonlight)
6. For Life
7. Oyashirazu -Summer Again- (親知らず－Summer Again－/ Wisdom -Summer Again-)
8. HEY Mommy
9. Marriage Blue
10. Mujun no Ue ni Saku Hana (矛盾の上に咲く花 / Flowers Bloom on Contradiction)
11. Ryuukyuu Aika (琉球愛歌 / Okinawan Love Song)
12. Dear My Lovers
13. Yume Kanau (夢叶う / Dreams Come True)
14. Dandelion